# Tommy Baldwin
Thomas Baldwin, más conocido como Tommy Baldwin (Gateshead, Tyne y Wear, Inglaterra, 10 de junio de 1945-22 de enero de 2024),  fue un futbolista inglés que se desempeñó como delantero en clubes como el Arsenal FC y el Chelsea FC.

## Selección nacional
Fue internacional con la selección de Inglaterra sub-23 en 2 ocasiones y sin haber marcado un solo gol. Debutó el 25 de abril de 1968, en un encuentro amistoso ante la selección de Italia sub-23 que finalizó con marcador de 1-1.

## Clubes
| Club                   | País           | Año         |
| ---------------------- | -------------- | ----------- |
| Arsenal FC             | Inglaterra     | 1962 - 1966 |
| Chelsea FC             | Inglaterra     | 1966 - 1974 |
| Millwall FC            | Inglaterra     | 1974        |
| Manchester United      | Inglaterra     | 1974        |
| Seattle Sounders       | Estados Unidos | 1975        |
| Gravesend & Northfleet | Inglaterra     | 1976 - 1977 |
| Brentford FC           | Inglaterra     | 1977 - 1978 |

## Palmarés

### Campeonatos nacionales
| Título | Club       | País       | Año     |
| ------ | ---------- | ---------- | ------- |
| FA Cup | Chelsea FC | Inglaterra | 1969-70 |

### Copas internacionales
| Título           | Club       | País       | Año     |
| ---------------- | ---------- | ---------- | ------- |
| Recopa de Europa | Chelsea FC | Inglaterra | 1970-71 |